# Herman Berški
Herman grof Berški (* Grad Bergh, 2. avgust 1558 – † Spa, 12. avgust 1611) je bil drugi od šestnajstih otrok cesarskega grofa Viljema IV. Berškega in Marije Nassauske. 

## Biografija
Herman, Friderik in Osvald so več let bivali pri svojih sorodnikih v Dillenburgu, potem ko je njihov oče leta 1567 odšel v izgnanstvo. V tem obdobju je Herman nekaj časa tudi študiral na univerzi v Heidelbergu.

### Herman kot vojak
Grof Herman je bil vojak v osemdesetletni vojni. Na voljo ni nobenih podrobnosti o njegovih prvih letih v španski službi od 1580 do 1582. Septembra 1582 je s činom polkovnika prebegnil k enotam Generalnih stanov Viljema Oranskega. Tu je kot konjenik dobil poveljstvo nad sto kopijami in petdesetimi karabinjerji valonskih vojakov in bil dejaven kot poveljnik garnizije, med drugim v ’s-Heerenbergu in Doetinchemu. Sodeloval je pri obrambi Lochema pred obleganjem španskega generala Francisca Verduga.
Grof Herman Berški je skupaj z očetom in bratoma septembra leta 1584 prestopil na špansko stran. Pod Španci je sodeloval v več bitkah. Med bitko pri Amerongenu 23. junija 1585 je njemu in njegovemu bratu Osvaldu poveljeval španski generalni stotnik Johanes Baptiste van Taxis. Nato je z zaledjem izvedel odločilen napad na nizozemske čete. Eden od kapitanov na strani Stanov je bil Adolf Nieuwenaarski, bratranec in pastorek Hermanovega botra Hermana Nieuwenaarskega. Drugi kapetan Stanov je bil Marten Schenck Nideggenski.
17. januarja 1586 je bil ranjen v bitki pri Boksumu v Friziji. Njegov brat Osvald je umrl v tej bitki, ki je bila vrhunec španskega pohoda skozi Frizijo, ki je bila takrat v rokah Stanov. Španske čete so zmagale, toda zaradi bližajoče se otoplitve je teren postal tako težko prehoden, da s seboj v Groningen niso mogli vzeti nobenega plena.
Leta 1591 je neuspešno branil Deventer pred oblegovalcem, svojim bratrancem princem Mavricijem. Ne samo, da je moral po desetih dneh predati mesto, ampak so mu med boji tudi izbili oko. Grof Herman je pogumno vodil obrambo in bil pri tem ranjen. Ta poškodba je bila razlog, da ni sprejel povabila svojega bratranca, kneza Mavricija, da pride na kosilo v njegov šotor. Kljub temu sta se bratranca srečala in dolgo časa objemala.
Leta 1595 je skupaj z bratom Frderikom sodeloval pri osvoboditvi Groenla pod španskim generalom Cristobálom Mondragónom. Vstopil je v korespondenco s številnimi drugimi španskimi generali o tem vojaškem podvigu in tudi o obleganju Cambraia (zdaj Cambrai v severni Franciji). V tistih letih je bil upor v španski vojski, zlasti v Graveu in Weertu, s Hermanovim posredovanjem uspešno zatrt. V Weertu je bil nekaj časa talec, a so ga izpustili za 5000 funtov. Leta 1596 je ponovno zavzel mesto Hulst; Leta 1603, delno zaradi njegovih prizadevanj, je bilo obleganje 's-Hertogenboscha, ki ga je izvedel princ Mavricij, onemogočeno.

### Herman kot državnik
Leta 1578 je Herman, takrat star komaj dvajset let, kot očetov namestnik sodeloval na srečanjih deželnih stanov Gelderland. Naslednje leto je njegov oče že imel načrte o prebegu k Špancem, a ti niso bili uresničeni. Vendar mu je oče septembra 1579 prepovedal prevzem vojaškega poveljstva v nizozemski vojski.
Leta 1593 je nasledil Karla Arenberškega kot stadtholderja Španskega Geldersa. Po pomoči v Groenlu leta 1595 je bil pogosto na svojem delovnem mestu v Roermondu in Venlu. Čeprav je bilo to obmejno območje trdno v španskih rokah, se je moral ukvarjati z vojaškimi zadevami, da bi ga zagotovil Španiji. Mnogi visoki uradniki, vključno z guvernerjem Albertom in guvernerko Isabello v Bruslju, so ga pohvalili za spreten in pogumen način, na katerega je to storil. Vedno je bil seznanjen s sovražnikovimi premiki, zato je uspešno organiziral in pokrival konvoje za lastno oskrbo. Ostal je stadtholder Španskega Geldersa do svoje smrti leta 1611. Nato ga je nasledil njegov brat Friderik.
Leta 1602 je grof Herman prejel zelo visok red zlatega runa. V istem času so on in njegovi bratje Friderik, Adolf in Henrik prestopili v katoliško vero. Ob tem mu je čestital papež Klemen VIII.

### Zadnja leta življenja
Po začetku dvanajstletnega premirja leta 1609 je grof Herman dobil priložnost, da se znova ukvarja s svojim posestvom. Zaradi poroke z Marijo Mencio Wittemsko deset let prej je postal markiz Bergen op Zoom. To območje je bilo v rokah Nizozemskih generalnih stanov, vendar je bilo zdaj vrnjeno v skladu s pogoji premirja. Herman je svojemu svetniku Rejnierju Rijswijckškemu naročil, naj 19. junija 1609 namesto njega prevzame markizat. Nato sta markiza Marija Mencia in grof Herman 22. oktobra priredila svoj veseli vstop v mesto Bergen op Zoom. Šest dni pozneje so enako storili v bližnjem Oudenboschu.
Njegovo zdravje je takrat pustilo veliko želj neizpolnjenih. Da bi si opomogel, je odšel k zdravilnemu vrelcu Spa v Ardenih, vendar je bilo zaman.   Umrl je 12. avgusta leta 1611. Njegove posmrtne ostanke so 5. septembra pokopali v družinskem grobu njegovih tastov v Braine-l'Alleudu blizu Bruslja.
Njegovo srce je bilo pokopano v Spaju.
Vdova, ki še ni bila stara 30 let, se je v nasprotju z obljubami, ki mu jih je dala na njegovi smrtni postelji, čez eno leto znova poročila.

## Poroka in otroci
Herman je bil star štirideset let, ko se je februarja 1599 poročil s 17-letno Marijo Mencio Wittemsko, markizo Bergen op Zoom, hčerko Johana Wittemskega, gospoda Beersla, in Marije Margarete Merodske. Poročni obred je potekal na gradu njegovega pokojnega tasta v Beerslu blizu Bruslja. Iz tega zakona so se rodile tri hčerke:
- Marija Margareta (*/† 1608 )
- Marija Elizabeta Klara ( 1610 – 1633 )

Hči, mrtvorojena 21. novembra 1611, ko je njen oče že umrl.
Pred poroko je imel grof Herman razmerje z Elizabeto Heeckensko, s katero je imel nezakonsko hčer Julijano, ki je umrla leta 1623.